# 輪転印刷機

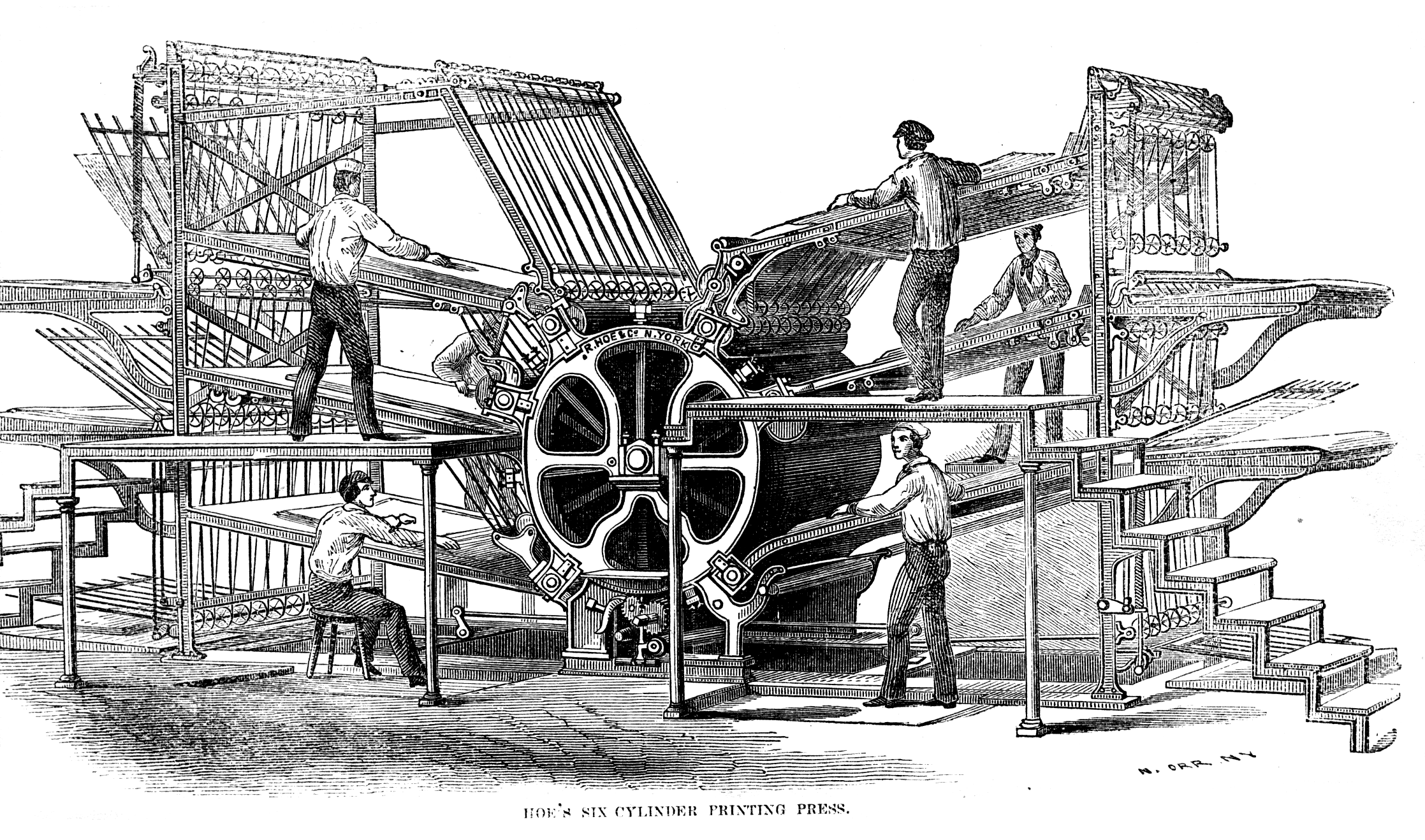
リチャード・マーチ・ホーの輪転機

輪転印刷機（りんてんいんさつき、英語:Rotary printing press）、または輪転機（りんてんき）は、湾曲させた版を回転する円筒に取り付けた印刷機である。活版印刷、オフセット印刷、孔版印刷において主に用いられ、専用の建屋を必要とする大型のものから、可搬式の小型のものまでさまざまな形態がある。狭義の輪転印刷機としては、輪転機のうち給紙や折部の装置を除いた印刷機構部を示す。枚葉状態の印刷用紙を給紙、または連続したロール紙から巻き出すことで印刷を行う。大量高速印刷に適しており、主に新聞や、大量部数を発行する雑誌の印刷に使われる。

## 歴史

### 活版印刷

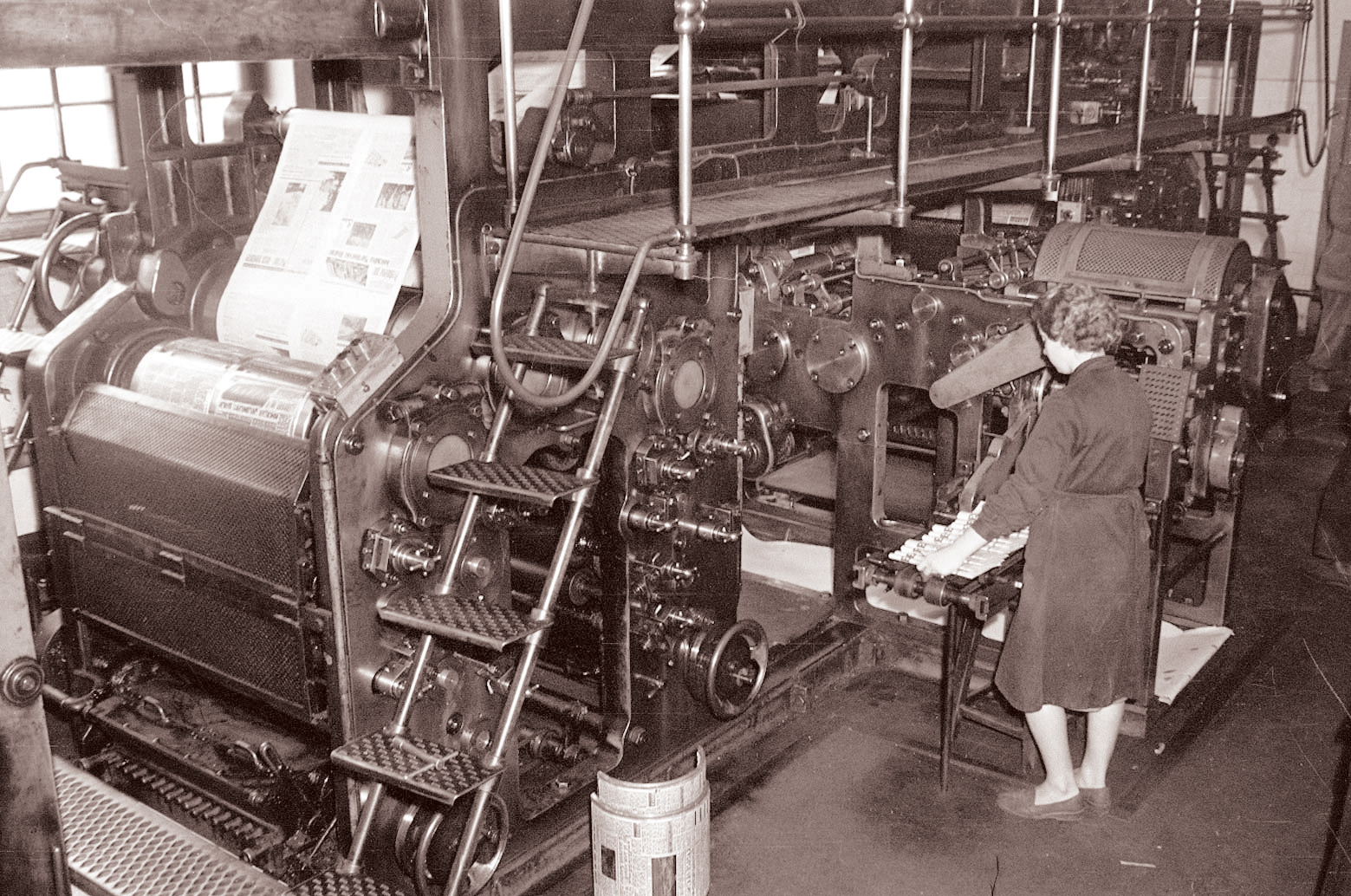
新聞用活版輪転機

英国のウィリアム・ニコルソンが1790年に特許を申請した、活字を組んだ版を往復させて印刷する印刷機が輪転印刷機の源とされる。のちドイツのフリードリヒ・ケーニッヒが英国で1810年に蒸気動力を用いた高速印刷機を考案して特許申請し、1812年に完成。英タイムズ紙の印刷工場に導入された。
英国のリチャード・マーチ・ホーは1843年、版を往復させる従来の高速印刷機の工程を見直し、湾曲した版を鋳造して回転する円筒に固定する、最初の活版用輪転印刷機を考案し、1844年に特許を取得。さらに改良を加えた実用に耐える輪転印刷機を1846年に完成させ、1847年に特許を取得した。
タイムズ紙は1853年に輪転機を導入し、1868年には現在の新聞用輪転機の方式である巻取紙方式の輪転機を初めて採用した。日本では1890年に大阪朝日新聞が採用したのが最初である。

### 謄写版

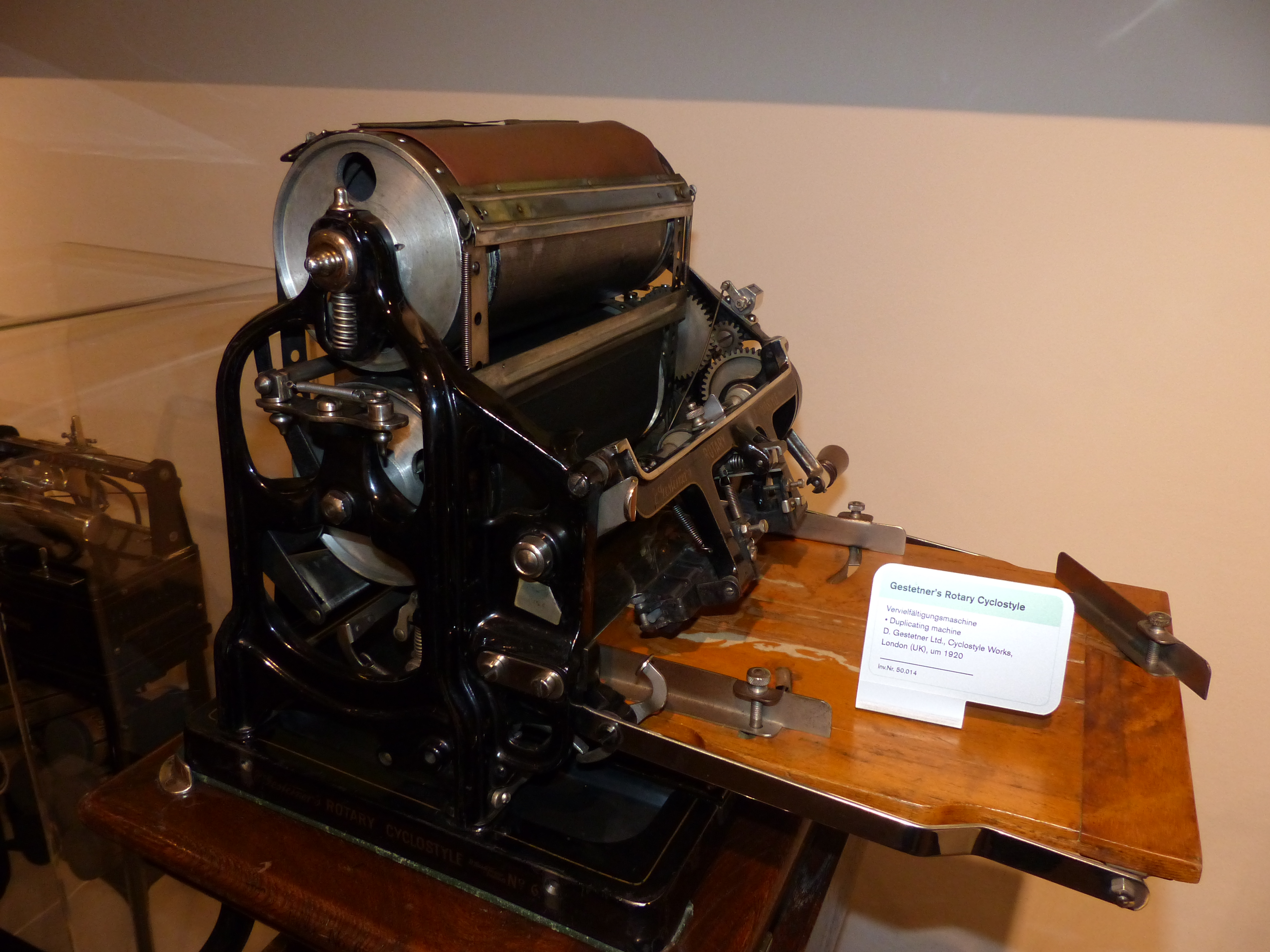
ゲステットナー社製の初期の複胴式輪転謄写機

1880年に米国のトーマス・エジソンが発明し、1887年に米シカゴのA・B・ディック社が商品化した孔版印刷の謄写版では、1898年に米ネオ・スタイル社によって単胴式輪転謄写機が、1901年に英ゲステットナー社によって複胴式輪転謄写機がそれぞれ開発され、以後、20世紀後半の謄写版の終焉まで、謄写版印刷の主流となった。

### オフセット印刷

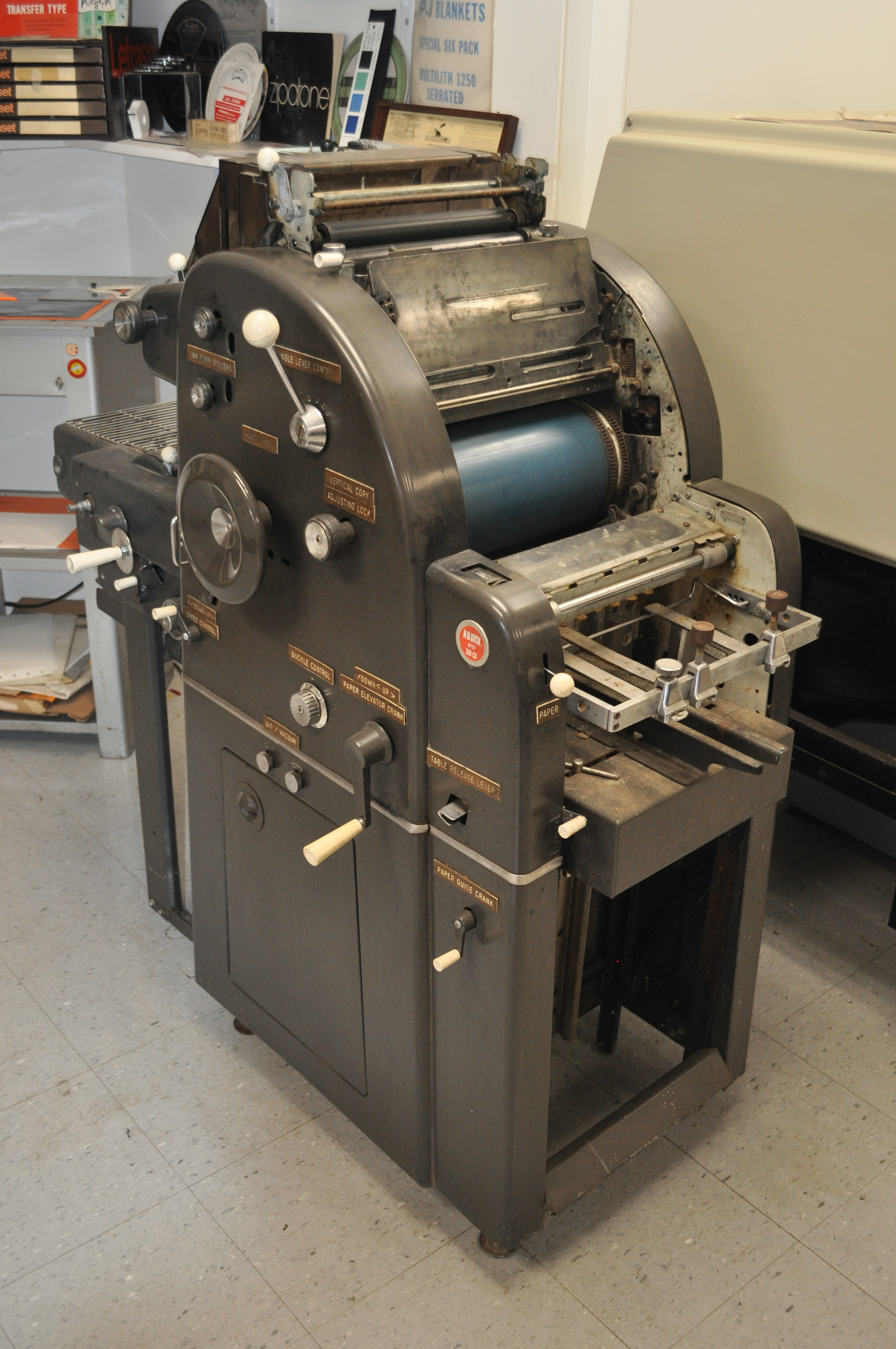
A・B・ディック社（米国）製小型オフセット輪転機

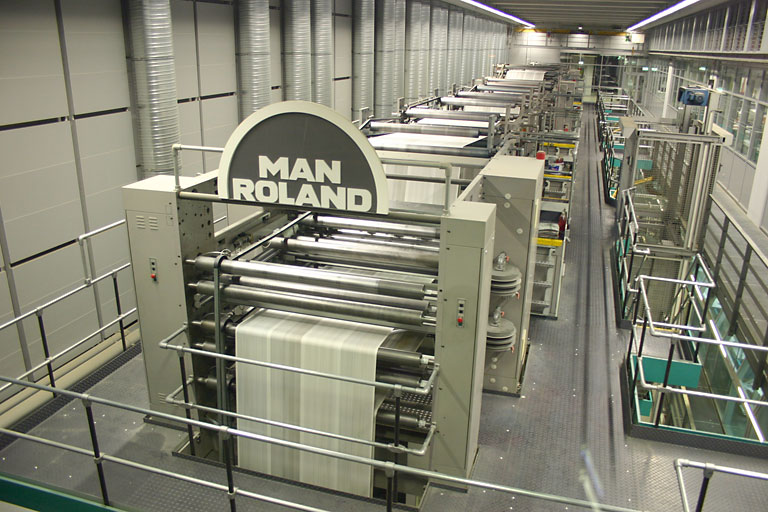
マン・ローランド社（ドイツ）製の新聞用オフセット輪転機

1903年に米国のアイラ・ワシントン・ルーベルが発明したオフセット印刷では、1911年に米国のハリス自動印刷機会社（Harris Automatic Press Company）を経営するチャールズ・ハリスとアルバート・ハリス兄弟が、活版用輪転印刷機をもとに初の輪転オフセット印刷機「ロータリー・レター印刷機」を発明した。1954年には米国の新聞経営者、スターレー・T・マクブレイヤーによって「ヴァンガード新聞印刷用巻取紙式オフセット輪転機」が開発され、以後、オフセット輪転印刷機が輪転機の主流となった。

## 印刷速度
新聞用輪転機の印刷速度表記は、日本と海外とで異なり、日本で毎時20万部と表記されているものは、アメリカでは毎時10万部と表記される。
その理由は、日本では両出し（48ページの新聞を印刷する機械で24ページの新聞を2倍印刷する方式）、アメリカでは片出し（48ページの新聞を印刷する機械で48ページの新聞を印刷する方式）で表記されているためである。

## 主要印刷機械メーカー
- 小森コーポレーション
- 理想科学工業
- 三菱重工業（最大2036年までに撤退[2]）
- ゴスジャパン
- ハイデルベルグ・ジャパン
- 芝浦機械[3]
- 西研グラフィックス[4]
- 東京機械製作所[5]
- 太陽機械製作所[6]